# Live Seventy Nine
Albums de Hawkwind
PXR5
(1979) Levitation
(1980)
Singles
1. Shot Down in the Night
Sortie : 27 juin 1980

Live Seventy Nine est un album en concert du groupe de space rock britannique Hawkwind. Il est sorti en 1980 sur le label Bronze Records.
Il documente le concert donné par Hawkwind le 8 décembre 1979 au City Hall (en) de St Albans, dans le Hertfordshire. C'est le premier album de Hawkwind paru chez Bronze Records.

## Fiche technique

### Chansons
| 1. | Shot Down in the Night | Steve Swindells (en)       | 7:39 |
| 2. | Motorway City          | Dave Brock                 | 8:09 |
| 3. | Spirit of the Age      | Robert Calvert, Dave Brock | 8:20 |

| 4. | Brainstorm               | Nik Turner                 | 8:41 |
| 5. | Lighthouse               | Tim Blake                  | 6:25 |
| 6. | Master of the Universe   | Nik Turner, Dave Brock     | 4:33 |
| 7. | Silver Machine (Requiem) | Robert Calvert, Dave Brock | 1:23 |

La réédition remasterisée de l'album parue en 2009 chez Atomhenge inclut deux titres bonus :
| No | Titre                                   | Durée |
| -- | --------------------------------------- | ----- |
| 8. | Urban Guerilla                          | 6:28  |
| 9. | Shot Down in the Night (version single) | 4:18  |

### Musiciens
- Dave Brock : guitare, claviers, chant
- Huw Lloyd-Langton : guitare, chant
- Harvey Bainbridge : basse, chant
- Tim Blake : claviers, chant
- Simon King (en) : batterie

### Classements et certifications
| Classement                    | Meilleure position |
| ----------------------------- | ------------------ |
| Royaume-Uni (UK Albums Chart) | 15                 |